# Премія «Сезар» за найкращі декорації
Премія «Сезар» за найкращі декорації (фр. César des Meilleurs décors) — одна з основних нагород Академії мистецтв та технологій кінематографа Франції у рамках національної кінопремії «Сезар», яку присуджують починаючи з першої церемонії у 1976 році.

## Лауреати та номінанти
Імена переможців виділено окремим кольором

### 1970-і
- 1976: П'єр Гюффруа: Нехай розпочнеться свято
- 1977: Александр Тронер: Мосьє Кляйн
- 1978: Жак Солньє: Провидіння
- 1979: Гай-Клод Франсуа: Мольєр

### 1980-і
- 1980: Александр Тронер: Дон Жуан
- 1981: Жан-П'єр Кою-Свелко: Останнє метро
- 1982: Макс Дюї Max Douy[fr]: Мальвіль
- 1983: Ален Негрі: Повернення Мартіна Гуерра
- 1984: Гілтон Мак-Конніко Hilton McConnico[fr]: Місяць у стічній канаві
- 1985: Жак Солньє: Кохання Свана
- 1986: Александр Тронер: Підземка
- 1987: П'єр Гюффруа: Пірати
- 1988: Віллі Голт Willy Holt[fr]: До побачення, діти
- 1989: Бернар Веза: Камілла Клодель

### 1990-і
- 1990: П'єр Гюффруа: Вальмонт
- 1991: Еціо Фріджеріо: Сірано де Бержерак
- 1992: Жан-Філіпп Карп та Мільєн Крека Кляковік: Делікатеси
- 1993: Жак Бюфнуа: Індокитай
- 1994: Жак Солньє: Палити/Не палити
- 1995: Джанні Куаранта: Фарінеллі-кастрат
- 1996: Жан Рабасс Jean Rabasse[fr]: Місто загублених дітей
- 1997: Іван Моссьйон Ivan Maussion[fr]: Насмішка
- 1998: Дан Вей Dan Weil[fr]: П'ятий елемент
- 1999: Жак Руксель: Лотрек
- 2000: Філіпп Шиффр Philippe Chiffre[fr]: Рембрандт

### 2000-і
| Церемонія   | Художники-постановники                               | Фільм                               | Оригінальна назва                         |
| ----------- | ---------------------------------------------------- | ----------------------------------- | ----------------------------------------- |
| 26-а (2001) | • Жан Рабасс Jean Rabasse                            | Ватель                              | Vatel                                     |
| 26-а (2001) | • Тьєррі Франсуа Thierry François                    | Доньки короля                       | Saint-Cyr                                 |
| 26-а (2001) | • Катя Вишкоп                                        | Сентиментальні долі                 | Les Destinées sentimentales               |
| 27-а (2002) | • Алін Бонетто Aline Bonetto                         | Амелі                               | Le Fabuleux Destin d'Amélie Poulain       |
| 27-а (2002) | • Жан-Клод Франсуа                                   | Братерство вовка                    | Le Pacte des loups                        |
| 27-а (2002) | • Антуан Фонтейн та Жан-Батіст Маро                  | Роялістка                           | L'Anglaise et le duc                      |
| 28-а (2003) | • Аллан Старскі Allan Starski                        | Піаніст                             | The Pianist                               |
| 28-а (2003) | • Арно де Молерон                                    | 8 жінок                             | 8 femmes                                  |
| 28-а (2003) | • Хоанг Тхань Ат                                     | Астерікс і Обелікс: Місія Клеопатра | Astérix & Obélix: Mission Cléopâtre       |
| 28-а (2003) | • Еміль Чіґо                                         | Пропуск                             | Laissez-passer                            |
| 29-а (2004) | • Катрін Летерр'є Catherine Leterrier та Жак Руксель | Бон вояж!                           | Bon voyage                                |
| 29-а (2004) | • Патрік Дюран Patrick Durand                        | Мосьє Н.                            | Monsieur N.                               |
| 29-а (2004) | • Жак Солньє                                         | Тільки не в губи                    | Pas sur la bouche                         |
| 30-а (2005) | • Алін Бонетто Aline Bonetto                         | Довгі заручини                      | Un long dimanche de fiançailles           |
| 30-а (2005) | • Франсуа Шово                                       | Хористи                             | Les Choristes                             |
| 30-а (2005) | • Жан-П'єр Фулле                                     | Безсмертні: Війна світів            | Immortel (ad vitam)                       |
| 31-а (2006) | • Олів'є Раду Olivier Radot                          | Габріель                            | Gabrielle                                 |
| 31-а (2006) | • Лула Морін                                         | Сірі душі                           | Les Âmes grises                           |
| 31-а (2006) | • Джен-Майкл Сімоне                                  | Щасливого Різдва                    | Joyeux Noël                               |
| 32-а (2007) | • Маамар Еш-Шейх Maamar Ech-Cheikh                   | Агент 117: Каїр — шпигунське гніздо | OSS 117: Le Caire nid d'espions           |
| 32-а (2007) | • Домінік Дуре                                       | Патріоти                            | Indigènes                                 |
| 32-а (2007) | • Франсуа-Рено Лабарт                                | Леді Чаттерлей                      | Lady Chatterley                           |
| 32-а (2007) | • Жак Солньє                                         | Серця                               | Cœurs                                     |
| 32-а (2007) | • Жан-Люк Рауль                                      | Тигрові загони                      | Les Brigades du Tigre                     |
| 33-я (2008) | • Олів'є Рау Olivier Raoux                           | Життя у рожевому кольорі            | La Môme                                   |
| 33-я (2008) | • Крістіан Марті Christian Marti                     | Жаку-бідняк                         | Jacquou le Croquant                       |
| 33-я (2008) | • Франсуа Дюпертуа Françoise Dupertuis               | Мольєр                              | Molière                                   |
| 33-я (2008) | • Тьєррі Фламан Thierry Flamand                      | Друге дихання                       | Le Deuxième Souffle                       |
| 33-я (2008) | • Жан-П'єр Кою-Свелко                                | Сімейна таємниця                    | Un secret                                 |
| 34-а (2009) | • Тьєррі Франсуа Thierry François                    | Серафіна з Санліса                  | Séraphine                                 |
| 34-а (2009) | • Іван Нікласс Ivan Niclass                          | Дім                                 | Home                                      |
| 34-а (2009) | • Жан Рабасс Jean Rabasse                            | Париж! Париж!                       | Faubourg 36                               |
| 34-а (2009) | • Еміль Чіґо                                         | Ворог держави: частини 1 та 2       | L'Instinct de mort та L'Ennemi public n°1 |
| 34-а (2009) | • Олів'є Рау Olivier Raoux                           | Шибеники із Тімпельбаха             | Les Enfants de Timpelbach                 |
| 35-а (2010) | • Мішель Бартелемі Michel Barthélémy                 | Пророк                              | Un prophète                               |
| 35-а (2010) | • Маамар Еш-Шейх Maamar Ech-Cheikh                   | Агент 117: Місія в Ріо              | OSS 117: Rio ne répond plus               |
| 35-а (2010) | • Олів'є Раду Olivier Radot                          | Коко до Шанель                      | Coco avant Chanel                         |
| 35-а (2010) | • Алін Бонетто Aline Bonetto                         | Невдахи                             | Micmacs à tire-larigot                    |
| 35-а (2010) | • Франсуа-Рено Лабарт                                | Спочатку                            | A l'origine                               |

### 2010-і
| Церемонія   | Художники-постановники               | Фільм                                  | Оригінальна назва                           |
| ----------- | ------------------------------------ | -------------------------------------- | ------------------------------------------- |
| 36-а (2011) | • Юг Тіссандьє Hugues Tissandier     | Надзвичайні пригоди Адель              | Adèle Blanc-Sec                             |
| 36-а (2011) | • Мішель Бартелемі Michel Barthélémy | Про людей і богів                      | Des hommes et des dieux                     |
| 36-а (2011) | • Альбрехт Конард                    | Примара                                | The Ghost Writer                            |
| 36-а (2011) | • Крістіан Марті Christian Marti     | Генсбур. Герой і хуліган               | Gainsbourg (Vie héroïque)                   |
| 36-а (2011) | • Гай-Клод Франсуа                   | Принцеса Монпансьє                     | La Princesse de Montpensier                 |
| 37-а (2012) | • Лоренс Беннетт Laurence Bennett    | Артист                                 |                                             |
| 37-а (2012) | • П'єр-Франсуа Лімбош                | Жінки з 6-го поверху                   | Les Femmes du 6e étage                      |
| 37-а (2012) | • Воутер Зун                         | Гавр                                   | Le Havre                                    |
| 37-а (2012) | • Жан-Марк Тран Тан Ба               | Управління державою                    | L'Exercice de l'Etat                        |
| 37-а (2012) | • Ален Гюффруа                       | Будинок терпимості                     | L'Apollonide - souvenirs de la maison close |
| 38-а (2013) | • Катя Вишкоп                        | Прощавай, моя королево                 | Les Adieux à la reine                       |
| 38-а (2013) | • Філіпп Шиффр Philippe Chiffre      | Мій шлях                               | Cloclo                                      |
| 38-а (2013) | • Жан-Венсан Пузо́ Jean-Vincent Puzos | Кохання                                | Amour                                       |
| 38-а (2013) | • Флоріан Сансон Florian Sanson      | Корпорація «Святі мотори»              | Holy Motors                                 |
| 38-а (2013) | • Сільві Оліві Sylvie Olivé          | Кохання на кінчиках пальців            | Populaire                                   |
| 39-а (2014) | • Стефан Розенбаум                   | Піна днів                              | L'Ecume des jours                           |
| 39-а (2014) | • Сільві Оліві Sylvie Olivé          | Я, знову я та мама                     | Les Garçons et Guillaume, à table !         |
| 39-а (2014) | • Алін Бонетто Aline Bonetto         | Неймовірна подорож містера Співета     | Spivet                                      |
| 39-а (2014) | • Ян Арло                            | Міхаель Кольхаас                       | Michael Kohlhaas                            |
| 39-а (2014) | • Бенуа Бару                         | Ренуар. Останнє кохання                | Renoir                                      |
| 40-а (2015) | • Тьєррі Фламан Thierry Flamand      | Красуня і чудовисько                   | La Belle et La Bête                         |
| 40-а (2015) | • Катя Вишкоп                        | Святий Лоран. Страсті великого кутюр'є | Saint Laurent                               |
| 40-а (2015) | • Алін Бонетто Aline Bonetto         | Ів Сен Лоран                           | Yves Saint-Laurent                          |
| 40-а (2015) | • Жан-Філіпп Моро                    | Француз                                | La French                                   |
| 40-а (2015) | • Себастьян Біршле                   | Тімбукту                               | Timbuktu                                    |
| 41-а (2016) | • Мартін Курель                      | «Маргарита»                            | Marguerite                                  |
| 41-а (2016) | • Мішель Бартелемі                   | «Діпан»                                | Dheepan                                     |
| 41-а (2016) | • Катя Вишкоп                        | «Щоденник покоївки»                    | Journal d'une femme de chambre              |
| 41-а (2016) | • Жан Рабасс                         | «Запах мандарина»                      | L'Odeur de la mandarine                     |
| 41-а (2016) | • Тома Бакуні                        | «Три спогади моєї юності»              | Trois souvenirs de ma jeunesse              |
| 42-а (2017) | • Жеремі Д. Ліньйоль                 | «Шоколад»                              | Chocolat                                    |
| 42-а (2017) | • Мішель Бартелемі                   | «Франц»                                | Frantz                                      |
| 42-а (2017) | • Катя Вишкоп                        | «Планетаріум»                          | Planetarium                                 |
| 42-а (2017) | • Рітон Дюпір-Клеман                 | «Моя краля»                            | Ma Loute                                    |
| 42-а (2017) | • Карлос Конті                       | «Танцівниця»                           | La Danseuse                                 |
| 42-я (2018) | • П'єр Кефлен                        | «До побачення там, нагорі»             | Au revoir là-haut                           |
| 42-я (2018) | • Лорен Бауде                        | «Барбара»                              | Barbara                                     |
| 42-я (2018) | • Еммануель Дюпле                    | «120 ударів на хвилину»                | 120 battements par minute                   |
| 42-я (2018) | • Крістіан Марті                     | «Молодий Годар»                        | Le Redoutable                               |
| 42-я (2018) | • П'єр Ренсон                        | «Обіцянка на світанку»                 | La Promesse de l'aube                       |
| 42-я (2018) | • Мішель Бартелемі                   | «Брати Сістерс»                        | Les frères Sisters                          |
| 42-я (2018) | • Еміль Ґіго                         | «Імператор Парижа»                     | L'Empereur de Paris                         |
| 42-я (2018) | • Паскаль Легеллек                   | «Біль»                                 | La douleur                                  |
| 42-я (2018) | • Давид Февр                         | «Мадемуазель де Жонк'єр»               | Mademoiselle de Joncquières                 |
| 42-я (2018) | • Тьєррі Франсуа                     | «Один король — одна Франція»           | Un peuple et son roi                        |